# Itaitinga
Itaitinga là một đô thị thuộc bang Ceará, Brasil. Đô thị này có diện tích 150,788 km², dân số năm 2007 là 30200 người, mật độ 200,28 người/km².